# Oliver Drost
Oliver Vugrin Drost (født 4. november 1995) er en dansk fodboldspiller, der spiller for FC Helsingør.

## Karriere

### B.93
Seks måneder inden Oliver Drost blev seniorspiller, skiftede han til B.93 i opstarten til forårssæsonen 2014, hvor han indgik i seniortruppen og straks debuterede i 2. division.
Det blev til 67 kampe og 25 mål for den tidligere mesterklub på Østerbro, der i perioden med Oliver Drost spillede i 2. division. Drost sluttede med 13 mål i kun 12 kampe og flere bemærkelsesværdige præstationer i foråret 2016, hvor B.93 vandt nedrykningsspillet foran klubber som Avarta og Odder. 

### Vejle Boldklub
De præstationer blev bemærket i Vejle Boldklub, som den 5. juli 2016 skrev kontrakt med den dengang 20-årige offensivspiller. Kontraktens var gældende til sommeren 2018.
Han debuterede mod OB i DBU Pokalen den 7. september 2016. OB vandt 4-0, og Drost blev indskiftet i stedet for Adriel d’Avila Ba Loua i det 62. minut ved stillingen 0-3 og var tæt på at prikke en reducering ind kort efter. Fire dage senere fik Drost den første startplads for VB, da han spillede de første 64 minutter af hjemmekampen mod HB Køge. 
Hans første halvsæson i Vejle Boldklub blev dog spoleret af skader, og ved årsskiftet havde han således kun spillet fem kampe for klubben.

### AC Horsens
Han skiftede den 31. august 2017 til AC Horsens på en lejeaftale gældende for den resterende del af 2017. Et halvt år senere købte AC Horsens ham.

## Landsholdskarriere
Drost debuterede på det danske U/19-landshold i februar 2014, da han blev indskiftet i en venskabskamp mod Norge. Det er i alt blevet til tre ungdomslandskampe under DBU, hvor Drost debuterede på U/20-landsholdet mod Italien få måneder inden skiftet til Nørreskoven.

## Privat
Oliver Drosts far er fra Kroatien. Derfra stammer hans ikke helt danske mellemnavn Vugrin. Hans fætter er fodboldspilleren Emil Berggreen, der spillede ungdomsfodbold i FC Nordsjælland, inden han som senior kom til Brønshøj Boldklub og for alvor slog igennem i Hobro IK. Bergreen spiller i dag i FC Twente.